# Alguacil mayor de Corte
El alguacil mayor de Corte era un empleo honorífico y lo obtenían sujetos de distinción en los Tribunales. 
Se trató de reformar en las Cortes celebradas en Madrid en tiempo de Alfonso XI y en ellas se mandó que cuidase y velase de noche la Corte, presentase los presos, que hubiese hecho los Alcaldes y si el delito fuese grave, secuestrase los bienes del reo por ante un Escribano de la Corte pero que sometido a los Alcaldes, obedeciese sus órdenes de modo que no haciéndolo la primera vez, pechase diez reales buenos, la segunda veinte y la tercera perdiese en castigo de su inobediencia el oficio. 
Podía hacer las rondas por sí mismo, gozaba de la preeminencia de sentarse en las Chancillerías con la Sala del Crimen y asistía con el Acuerdo o Tribunal en sus fiestas y funciones como individuo de él.